# Wojciech Gromczyński

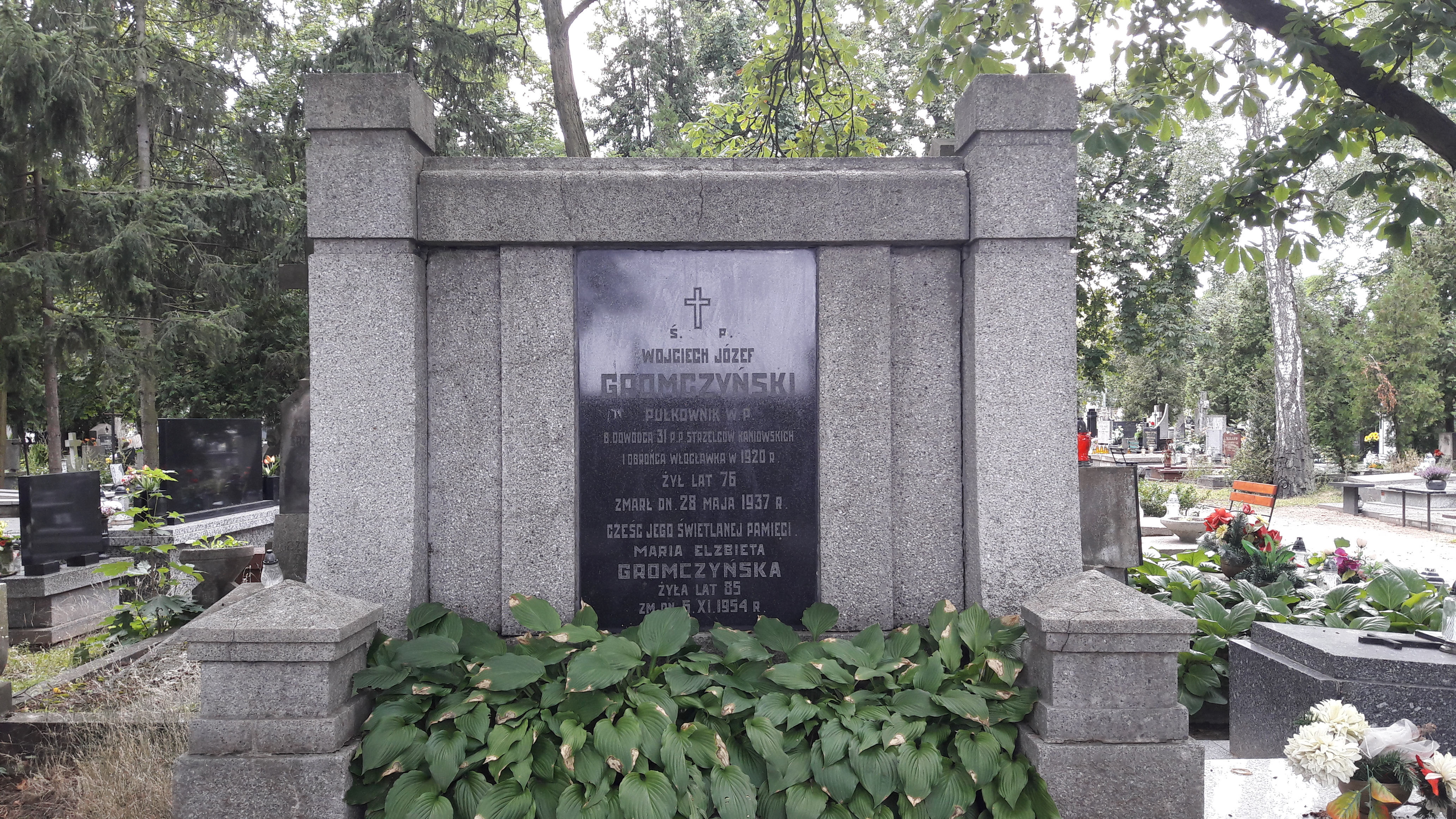
Grób płk. Wojciecha Gromczyńskiego na cmentarzu komunalnym we Włocławku.

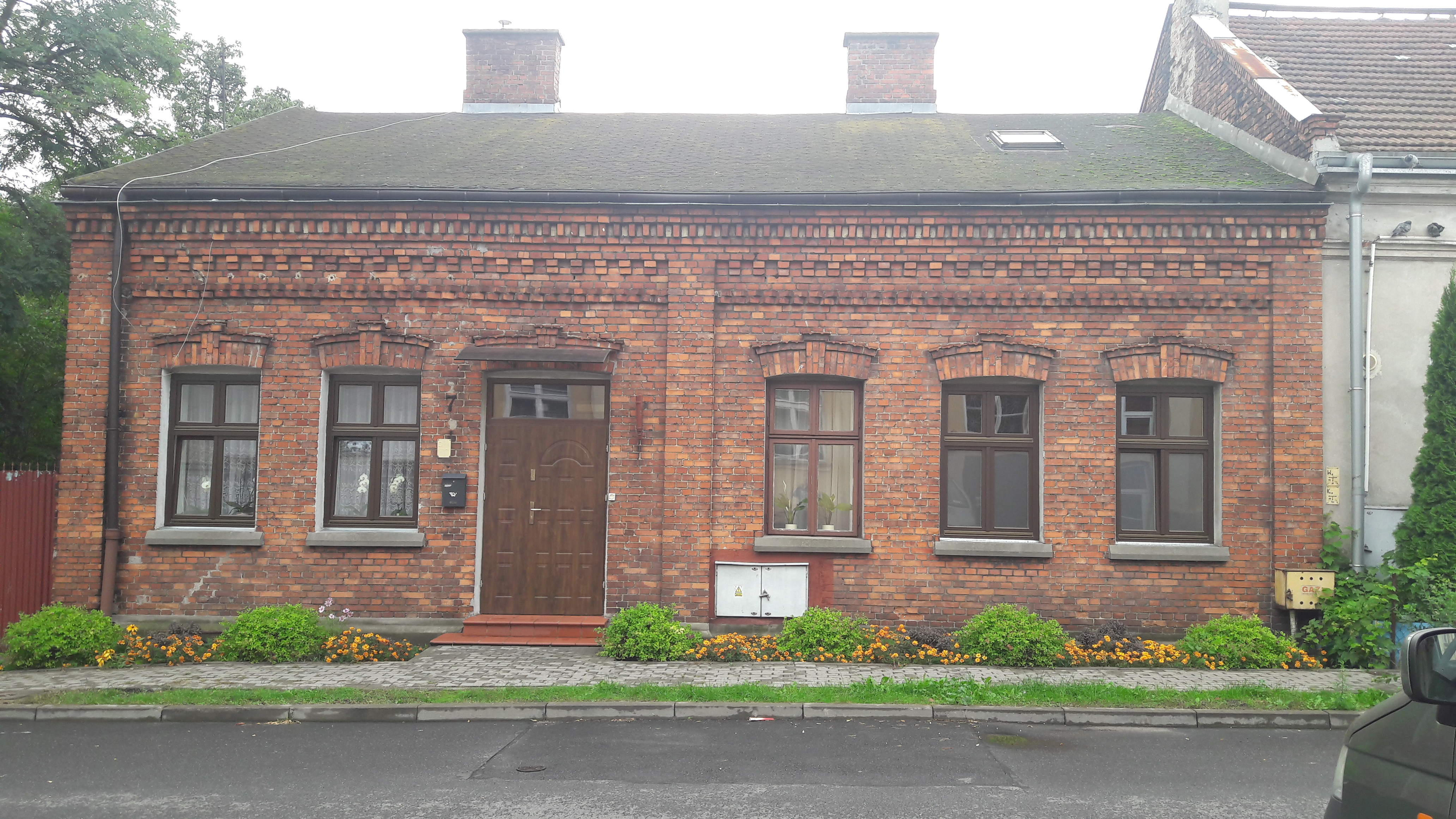
Dom przy ulicy Łaziennej 7 we Włocławku, w którym płk. Gromczyński zamieszkał po przejściu w stan spoczynku (stan na wrzesień 2020).

Wojciech Józef Gromczyński (ur. 22 kwietnia 1861 w Warszawie, zm. 28 maja 1937 w Michelinie) – pułkownik piechoty Wojska Polskiego II Rzeczypospolitej, pierwszy dowódca 31 pułku Strzelców Kaniowskich, dowódca obrony Włocławka w sierpniu 1920.

## Życiorys
Urodził się w Warszawie jako syn Maksymiliana (rzemieślnika - stolarza) i Barbary z domu Zakrzewskiej. Ochrzczony został w warszawskiej parafii rzymskokatolickiej św. Andrzeja Apostoła. Edukację na poziomie podstawowym pobierał w domu.
W roku 1880 wstąpił jako ochotnik do armii Imperium Rosyjskiego i otrzymał przydział do 39 Tomskiego Pułku Piechoty. W tym samym roku został skierowany do Szkoły Junkrów Piechoty w Odessie, którą ukończył w sierpniu 1883. Następnie został przeniesiony (w 1885 roku) do 38 Tobolskiego Pułku Piechoty. Na stopień podporucznika mianowany w 1885, w roku 1901 posiadał już rangę kapitana. Wziął udział w wojnie rosyjsko-japońskiej (1904-1905) - w czerwcu 1904 wyjechał na front do Mandżurii. Ranny w bitwie pod Mukdenem (19 lutego 1905) i skierowany do szpitala. Do pułku powrócił w styczniu 1906. Za udział w tej wojnie był odznaczony wieloma medalami. Z dniem 1 maja 1911 został zwolniony ze służby wojskowej z prawem noszenia munduru i pensją. W toku tej służby dowodził między innymi kompanią i batalionem.
Po zakończeniu służby powrócił do Włocławka, gdzie przebywała żona i reszta rodziny. Jako emeryt został z dniem 1 października 1911 awansowany do rangi podpułkownika. Na początku marca 1912 wraz z bratem Karolem zakupili dom przy ulicy Biskupiej 6 we Włocławku, w którym mieszkał do końca swego życia. Po wybuchu I wojny światowej powrócił w szeregi armii carskiej jako ochotnik. W miastach Troick i Kijów organizował piesze drużyny (służące jako oddziały zapasowe i pełniące służbę wartowniczą), którymi dowodził do lutego 1918. Po wkroczeniu bolszewików do Kijowa został zmuszony do dymisji, którą złożył w dniu 24 lutego 1918, kończąc tym samym swą służbę w armii rosyjskiej. Następnie powrócił do Polski.
Do odrodzonego Wojska Polskiego przyjęto go dekretem Naczelnego Wodza Wojsk Polskich L. 119 z 8 grudnia 1918. Tego samego dnia na mocy rozkazu Szefa Sztabu Generalnego - gen. dyw. Stanisława Szeptyckiego - ppłk Gromczyński otrzymał przydział do Włocławskiego Okręgowego Pułku Piechoty. W połowie grudnia 1918 Włocławski Okręgowy Pułk Piechoty został przeformowany (po połączeniu ze strukturami POW) w 31 Włocławski Pułk Piechoty, a Wojciech Gromczyński objął z dniem 1 lutego 1919 dowodzenie nad tą jednostką, zastępując na tym stanowisku płk. Stefana Borowskiego. Oficjalne mianowanie na stanowisko dowódcy tegoż pułku nastąpiło dopiero w dniu 14 czerwca 1919 na mocy dekretu Naczelnego Wodza Wojsk Polskich.
Od 24 maja 1919 dowodził odcinkiem zachodnim Frontu Niemieckiego, a w dniu 20 czerwca 1919 wraz z dowództwem 31 Włocławskiego Pułku Piechoty i jego II batalionem wyjechał na Front Galicyjsko-Wołyński, gdzie dotarł 3 lipca tr. Przyłączył się do tworzonej 10 Dywizji Piechoty gen. Lucjana Żeligowskiego. W lipcu 1919 wziął udział w ofensywie przeciwko Ukraińcom od Stanisławowa do Zbrucza. W kolejnych dniach lipca tr. odpowiadał za obronę linii rzeki Dżuryn, po czym operował z głównymi siłami dywizji do miejscowości Tłuste, a następnie z przednią strażą do Zbrucza - gdzie został dowódca prawego odcinka dywizji. Za kunsztowne dowodzenie podległymi sobie oddziałami podczas forsowania Strypy pod Dulibami (w okolicach Jazłowca) i wykazane wtedy inicjatywę, odwagę i energię został w dniu 11 lipca 1919 awansowany na polu walki, przez przebywającego wówczas na froncie Naczelnego Wodza, do rangi pułkownika. Otrzymał również pochwałę od gen. Żeligowskiego, który to właśnie przedstawił go do promocji na wyższy stopień. Oficjalny awans na pułkownika, za „wybitne czyny na froncie”, nastąpił w dniu 22 sierpnia 1919 ze starszeństwem od 1 sierpnia 1919 roku. 31 Włocławski Pułk Piechoty wraz 15 pułkiem Strzelców Polskich zostały w dniu 14 lipca 1919 we wsi Sokołów połączone i weszły w skład nowo utworzonego 31 pułku piechoty (dekretem Naczelnego Wodza L. 1200 z 26 sierpnia 1919 pułk ten otrzymał oficjalną nazwę 31 pułku Strzelców Kaniowskich). Pułkownik Wojciech Gromczyński został pierwszym dowódcą tejże jednostki. Stanowisko to zajmował do 15 lipca tegoż roku, po czym dowodzenie nad pułkiem przejął mjr Albin Skroczyński. W dniu 6 października 1919 został formalnie przeniesiony ze stanowiska dowódcy pułku do pracy w strukturach terenowych Ministerstwa Spraw Wojskowych i mianowany komendantem Powiatowej Komendy Uzupełnień we Włocławku.
Z dniem 7 grudnia 1919 płk Gromczyński objął stanowisko dowódcy garnizonu we Włocławku. Do końca lipca 1920 pozostawał komendantem PKU Włocławek i dowódcą włocławskiego garnizonu. Wobec zbliżającego się zagrożenia ze strony Rosji Radzieckiej uczyniono go odpowiedzialnym za wykonanie fortyfikacji dla obrony Włocławka. W sierpniu 1920 dowodził skutecznie obroną Włocławka przed oddziałami III Korpusu Kawalerii Gaja Byżyszkiana, będąc od 11 sierpnia tr. oficjalnie mianowanym dowódcą obrony Wisły na 3 pododcinku (od Dobrzynia nad Wisłą do byłej granicy pruskiej). Trzon podległych mu sił stanowił wówczas batalion zapasowy 14 pułku piechoty dowodzony przez podpułkownika Alojzego Buntnera.
We wrześniu 1920 stanął na czele delegacji przyjmującej we Włocławku premiera Wincentego Witosa, który odwiedził to miasto w dniu 18 września. Z dniem 1 maja 1921 przeniesiono go (na mocy dekretu L. 2854 wydanego przez Naczelnego Wodza w dniu 20 kwietnia 1921) w stały stan spoczynku z prawem noszenia munduru i emeryturą. 15 października 1921 został odznaczony Krzyżem Walecznych co ogłoszono w rozkazie L. 2028 ministra spraw wojskowych - gen. por. Kazimierza Sosnkowskiego.
Został zweryfikowany w randze pułkownika ze starszeństwem z dniem 1 czerwca 1919. Na emeryturze zamieszkał we Włocławku, w domu przy ulicy Łaziennej 7. W kolejnych latach wykazywany był jako emerytowany pułkownik stanu spoczynku. W lutym 1929 dowódca Okręgu Korpusu Nr VIII - gen. bryg. Stefan Pasławski - przyznał płk. Gromczyńskiemu prawo do noszenia Medalu Pamiątkowego za Wojnę 1918–1921. Z dniem 21 marca 1933 został przeniesiony do Oficerskiej Kadry Okręgowej Nr VIII. W roku 1934 przynależał do Oficerskiej Kadry Okręgowej Nr VIII i pozostawał w dyspozycji dowódcy O.K. Nr VIII. Zajmował wówczas 19. lokatę w swoim starszeństwie pośród pułkowników korpusu piechoty w stanie spoczynku.

## Śmierć
Emerytowany płk Wojciech Gromczyński zmarł w podwłocławskim Michelinie - w piątek 28 maja 1937. Od dłuższego czasu chorował na serce, a tego dnia rano nastąpił trwający kilka godzin atak, który doprowadził w godzinach południowych do śmierci pułkownika. Pogrzeb odbył się 31 maja 1937 przy udziale korpusu oficerskiego z ppłk. Franciszkiem Sudołem na czele (dowódcą 14 pułku piechoty) oraz delegacji 31 pułku Strzelców Kaniowskich z ppłk. dypl. Janem Ciastoniem (ówczesnym dowódcą pułku). Wojciech Józef Gromczyński spoczął na włocławskim cmentarzu komunalnym (sektor: 19, rząd: 3, grób: 42).

## Rodzina
Żoną Wojciecha Gromczyńskiego była Szwajcarka Maria Anna Elżbieta Marcuet, urodzona w dniu 21 lutego 1870 w Cugy. Związek małżeński zawarli w Warszawie dnia 25 kwietnia 1892. Ich małżeństwo było bezdzietne. Żona zmarła we Włocławku 6 listopada 1954 i spoczywa razem z mężem w grobie rodzinnym. Wojciech Gromczyński miał siostrę Pelagię (ur. 28 maja 1863, zm. 16 grudnia 1863) oraz starszego brata Karola (ur. 1852).

## Ordery i odznaczenia
- Krzyż Walecznych[k]
- Medal Pamiątkowy za Wojnę 1918–1921
- Order Świętego Stanisława II klasy z Mieczami (Imperium Rosyjskie)[38]
- Order Świętego Stanisława III klasy (Imperium Rosyjskie)[38]
- Order Świętej Anny II klasy (Imperium Rosyjskie)[38]
- Order Świętej Anny III klasy z Mieczami (Imperium Rosyjskie)[38]
- Order Świętego Włodzimierza IV klasy z Kokardą (Imperium Rosyjskie)[38]